# Cleveland Stadium

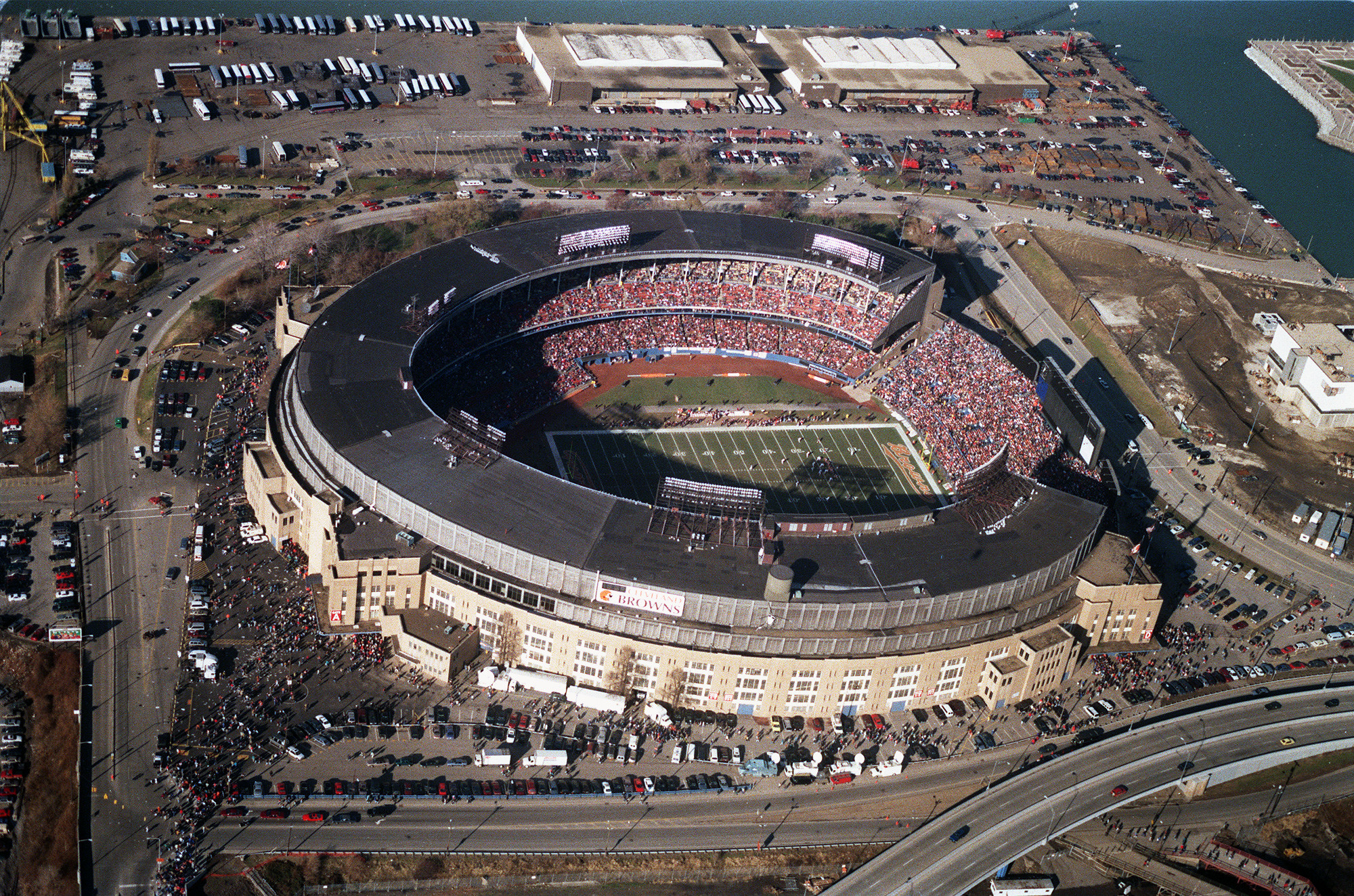
Luftansicht des Stadions

Das Cleveland Stadium war ein Stadion in Cleveland, Ohio. Es diente 1937 und 1939 bis 1941 als Austragungsort für die NFL-Spiele der Cleveland Rams und von 1946 bis 1995 als Austragungsort für die NFL-Spiele der Cleveland Browns und die MLB-Spiele der Cleveland Indians.
Nach der Schließung des Cleveland Stadiums 1996 wurde das Stadion abgerissen und die Browns und Indians zogen in neu gebaute Stadien. Die Cleveland Indians spielen seitdem im 1994 neu erbauten Jacobs Field (später umbenannt in Progressive Field) und die Cleveland Browns spielen seit 1999 im FirstEnergy Stadium.
1974 überquerte der Hochseilartist Karl Wallenda das Spielfeld im Rahmen des Pausenprogramms einer Sportveranstaltung.